# Bruno Chateaubriand
Bruno Chateaubriand Diniz Weissmann (Rio de Janeiro, 22 de maio de 1975) é um jornalista, apresentador, empresário, e ex-ginasta brasileiro. Faz parte da tradicional família do magnata da comunicação Assis Chateaubriand, responsável pela implementação da televisão no Brasil. Se tornou conhecido na década de 1990 como atleta de ginástica de trampolim, sendo hexacampeão brasileiro de Tumbling. Após fazer faculdade de jornalismo, se tornou repórter dos programas Viva a Noite e Programa Amaury Jr., além de manter uma coluna na revista Veja Rio e apresentar programas nas rádios Nativa FM e Mix FM.
Em 2010, assumiu o cargo de diretor de comunicação na empresa 3R Studio – responsável pelas publicações das revistas Inesquecível Casamento, Momento Inesquecível, Inesquecível Lua de Mel, Inesquecível 15 anos. Na mesma época, começou a empresariar os atletas da ginástica como Daniele Hypólito, Diego Hypólito, Arthur Nory e Jade Barbosa e, em 2017, assumiu a presidência da Federação de Ginástica do Rio.

## Biografia
Bruno é membro da tradicional família Chateaubriand, sendo que sua avó materna era prima do magnata da comunicação Assis Chateaubriand – um dos homens mais influentes do Brasil nas décadas de 1940 e 1960, responsável pela criação do Museu de Arte de São Paulo (MASP) e da chegada da televisão ao Brasil ao inaugurar a TV Tupi. Apesar de não ter convivido com ele, Bruno considera Assis como seu avó. É filho de Nevita Chateaubriand (Maria das Neves Chateaubriand Diniz) e do empresário Bruno Weissmann, tendo como irmão mais novo Fred Weissmann.[carece de fontes?] Na adolescência, procurou esconder sua orientação sexual, o que veio a assumir apenas na faculdade.

## Carreira
Praticante de ginástica de trampolim desde a infância, Bruno começou a competir em 1990, aos catorze anos, pelo Colégio Militar do Rio de Janeiro, especializando-se em Tumbling. Na modalidade, foi campeão brasileiro seis vezes, deixando as competições em 1998, aos vinte e três anos. Após esta época, fundou uma empresa que produzia produtos para casa, as lojas Di Chateau home, no Rio de Janeiro, em Ipanema e Copacabana. Em 2007, se tornou repórter do programa Viva a Noite, no SBT. Entre 2008 e 2014, foi jurado do Carnaval do Rio de Janeiro na categoria Alegorias e Adereços. Em 2009, usufruindo de seu conhecimento em eventos, lançou o livro Festas Chiques e Baratas, pela editora Ediouro. No mesmo ano, passou a fazer reportagens no Programa Amaury Jr., onde apresentou o quadro Conexão Rio. Entre 2010 e 2013, também foi radialista do programa Turma da Moniquinha, na Nativa FM. Paralelamente, em 2011, também se tornou colunista da revista Veja Rio, na qual saiu em 2013. Durante este tempo, foi indicado ao Prêmio Abril de Jornalismo pela reportagem "Uma Dinastia em Crise". Ainda em 2013, fez parte do especial de final de ano Tá Tudo em Casa, na RecordTV, onde também fez uma participação especial na telenovela Vitória no ano seguinte. Em 2015, passou a integrar o Júri oficial do prêmio do Carnaval Carioca, Estandarte de Ouro do Jornal O Globo.
Em 2013, como editor chefe da revista Momento Inesquecível, publicação da 3R Studio, primeira publicação de casamentos LGBTQI+, recebeu o prêmio ANATEC. No mesmo ano, se tornou vice-presidente de comunicação da Câmara de Comércio Brasil-Grécia e começou a empresariar os atletas Daniele Hypólito, Diego Hypólito, Arthur Nory, Jade Barbosa, Flávia Saraiva e Caio Souza. Em 2016, tornou-se participante do Saltimbum, quadro do Caldeirão do Huck, da Rede Globo, sendo o vencedor da disputa junto com Maíra Charken. Em 2017, se tornou apresentador do programa de rádio The Bate Boca, na Mix FM. Ainda em 2017, assumiu a presidência da Federação de Ginástica do Rio e escreveu o livro como Usar o WhatsApp a seu favor pela 3R Studio com a jornalista Marcia Disitzer. Em 2018, participou da terceira temporada do talent show Dancing Brasil, da RecordTV, porém foi o primeiro eliminado, com 10,13% dos votos, junto com a coreógrafa Carol.

## Vida pessoal
Em 1998, começou a namorar com o empresário André Ramos, com quem manteve uma união por 18 anos. Em março de 2017, anunciou o fim do seu relacionamento com André. Em 2019, dia 16 de fevereiro, se casou em Búzios, com o auditor Diogo de Lima Bocca. Cursou jornalismo na Pontifícia Universidade Católica do Rio de Janeiro (PUC). Bruno é ativista dos direitos LGBT.

## Filmografia
| Ano       | Programa            | Cargo                  | Notas                               |
| --------- | ------------------- | ---------------------- | ----------------------------------- |
| 2007      | Viva a Noite        | Repórter               |                                     |
| 2009–2013 | Programa Amaury Jr. | Repórter               | Quadro: "Conexão Rio"               |
| 2013      | Tá Tudo em Casa     | Bombom                 | Especial de final de ano            |
| 2014      | Vitória             | Mariano Morgado (M.M.) | Episódios: "12 de novembro de 2014" |
| 2016      | Saltibum            | Participante           | Temporada 3                         |
| 2017      | Pega Pega           | Ele mesmo              | Episódio: "6 de junho de 2017"      |
| 2018      | Dancing Brasil      | Participante           | Temporada 3                         |

## Rádio
| Ano           | Programa      | Cargo        | Estação   |
| ------------- | ------------- | ------------ | --------- |
| 2010–2013     | Um Outro      | Apresentador | Nativa FM |
| 2017–presente | The Bate Boca | Apresentador | Mix FM    |